# إيرا (إله)
إيرا وهو أحد آلهة بلاد النهرين عبده السومريون والأكديون والبابليون. عرف بكونه إله الفوضى والوباء، وكان يتم أحياناً تعريفه بإله العالم السفلي نرغال.